# ARA Río Negro (M-2)
El ARA Río Negro (M-2) fue un dragaminas perteneciente a la clase Ton originalmente construido como HMS Tarlton (M1186).

## Construcción y características
Este dragaminas de la clase Ton fue construido por Doig a mediados de la década de 1950. El buque desplazaba 360 toneladas con carga estándar y 440 t con plena carga. Tenía una eslora de 46,6 metros, una manga de 8,4 m y un calado de 2,5 m. Era impulsado por dos motores diésel de 3000 caballos de fuerza de vapor (bhp), que le permitían desarrollar una velocidad de 15 nudos.

## Servicio
El HMS Tarlton (M1186) sirvió en la Marina Real entre mediados de los años cincuenta hasta mediados de la década de 1960.
En 1967 el Gobierno de Argentina compró al Tarlton junto a otras cinco unidades de la misma clase. El buque fue sometido a una restauración por parte de Vosper Thornycroft en Southampton. En 1968, la Armada Argentina se hizo del buque. El buque se incorporó a la División Barreminas, Escuadrilla de Minado y Antiminado, Flota de Mar, junto al ARA Neuquén, el ARA Chubut y el ARA Tierra del Fuego.

### Comandantes
Los comandantes del buque, durante su servicio en la Armada Argentina, fueron los siguientes:
20 Jun 1968 al 06 Mar 1969: Cap de Corb D. Rodolfo A Remotti
06 Mar 1969 al 12 Dic 1969: Cap de Corb D. Edmundo J. Schaer
12 Dic 1969 al 09 Mar 1971: Cap de Corb D. Hugo Dionisio Labate
09 Mar 1971 al 05 Ene 1972: Cap de Corb D. Amaury C Riccardo
05 Ene 1972 al 09 Feb 1073: Cap de Corb D. Jorge R. D. Ormaechea
09 Feb 1973 al 23 Ene 1974: Cap de Corb D. José María Arriola
23 Ene 1974 al 30 Ago 1974: Cap de Corb D. Alberto Várela
30 Ago 1974 al 02 Feb 1975: Tte de Navio D. Eduardo Madar
02 Feb 1975 al 22 Dic 1975: Cap de Corb D. Teófilo Méndez
22 Dic 1975 al 20 Ene 1977: Cap de Corb D Adolfo A. Gaffoglio
20 Ene 1977 al 12 Ene 1978: Cap de Corb D. César Augusto Pellegri
12 Ene 1978 al 30 Mar 1979: Cap de Corb D. Carlos Oscar Ghioldi
30 Mar 1979 al 06 Feb 1980: Cap de Corb D. Luis Jorge Prado
06 Feb 1980 al 22 Ene 1981: Cap de Corb D. Juan Manuel Gutiérrez
22 Ene 1981 al 13 Dic 1981: Cap de Corb D. Raúl Mario Franzini
13 Dic 1981 al 14 Dic 1982: Cap de Corb D. Francisco Lucio Rioja
14 Dic 1982 al 01 Mar 1984: Cap de Corb D. Héctor Mario Pérez
01 Mar 1984 al 25 Ene 1985: Cap de Corb D. Gustavo Adolfo Faure
25 Ene 1985 al 20 Feb 1986: Cap de Corb D. Vicente E. Palumbo
20 Feb 1986 al 10 Feb 1987: Cap de Corb D. Juan Carlos Parmigiani
10 Feb 1987 al 10 Feb 1988: Cap de Corb D. Orlando Gutiérrez del Barrio
10 Feb 1988 al 14 Feb 1989: Cap de Corb D. Ernesto Gaudiero
14 Feb 1989 al 22 Feb 1990: Cap de Corb D. Gustavo Lavezzari
22 Feb 1990 al 15 Mar 1991: Cap de Corb D. Eduardo de Ilzarbe
15 Mar 1991 al 29 Ene 1992: Cap de Corb D. Carlos Bogliolo
29 Ene 1992 al 20 Feb 1993: Cap de Corb D. Alberto Zanotü
20 Feb 1993 al 25 Feb 1994: Cap de Corb D. Eduardo Álvarez
25 Feb 1994 al 16 Feb 1995: Cap de Corb D. Fernando Tomé
16 Feb 1995 al 15 Feb 1996: Cap de Corb D. Edgardo García
15 Feb 1996 al 18 Dic 1996: Cap de Corb D. Alejandro Fernández Lobbe
18 Dic 1996 al 31 Ene 1997: Tte de Navio D. Carlos B. Rivero